# Platypeza
Platypeza är ett släkte av tvåvingar. Platypeza ingår i familjen svampflugor.

## Bildgalleri

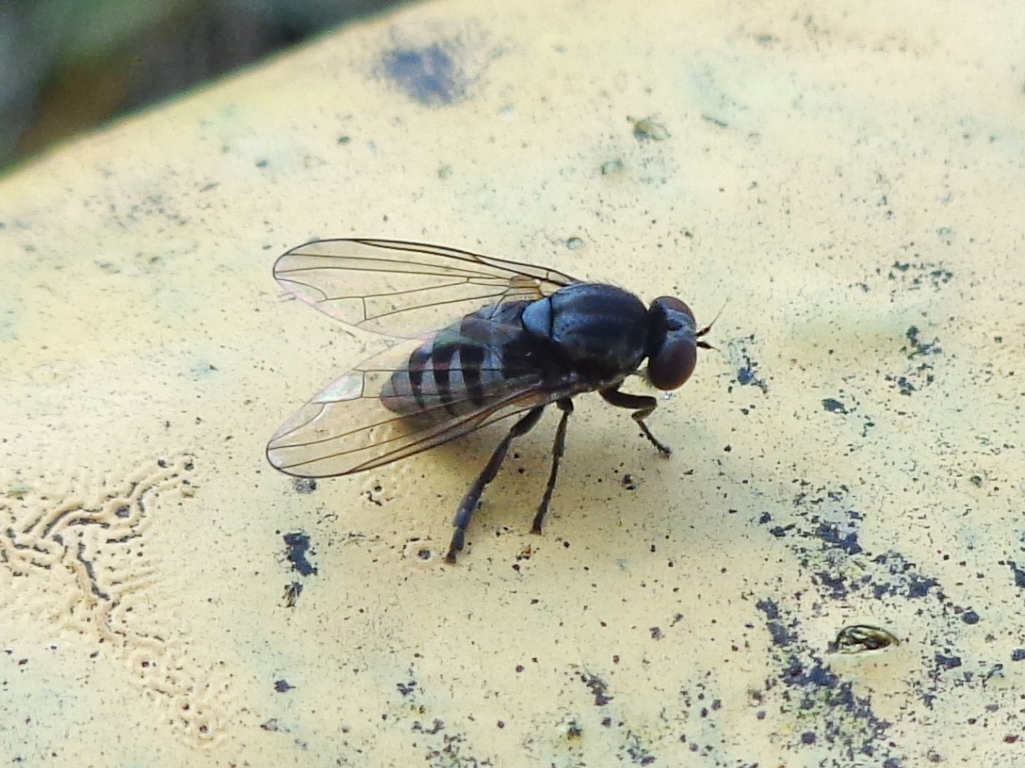

## Dottertaxa tillPlatypeza, i alfabetisk ordning[1][2]
- Platypeza alternata
- Platypeza anthrax
- Platypeza aterrima
- Platypeza banksi
- Platypeza burmensis
- Platypeza cinerea
- Platypeza coeruleoceps
- Platypeza consobrina
- Platypeza egregia
- Platypeza eoa
- Platypeza fasciata
- Platypeza femina
- Platypeza gyrodroma
- Platypeza hirticeps
- Platypeza inornata
- Platypeza lugens
- Platypeza malaisei
- Platypeza melanostola
- Platypeza mexicana
- Platypeza millironi
- Platypeza nudifacies
- Platypeza nudifascies
- Platypeza obscura
- Platypeza pulla
- Platypeza rhodesiensis
- Platypeza sauteri
- Platypeza taeniata
- Platypeza tephrura
- Platypeza thomasseti
- Platypeza thomseni
- Platypeza tucumana
- Platypeza unicolor